# 대십자 철십자 성장
대십자 철십자 성장(독일어: Stern zum Großkreuz des Eisernen Kreuzes 슈테른 춤 그로스크로이츠 데스 아이제르넨 크로이체스[*])는 프로이센 왕국 및 독일 제국의 최고 군사훈장이다. 대십자 철십자장의 상위 변종으로 취급되었다.
대십자 철십자 성장은 역사상 단 2회 수훈되었다. 1815년 게프하르트 폰 블뤼허 야전원수가 워털루 전투에서 나폴레옹 1세를 깨부신 공로로 1813년형 대십자 철십자 성장을 받았으며, 1918년 파울 폰 힌덴부르크 야전원수가 타넨베르크 전투에서 승리한 공로로 1914년형 대십자 철십자 성장을 받았다. 최초 수훈자의 이름을 따서 블뤼허 성장(독일어: Blücherstern 블뤼허슈테른)이라고도 한다.
나치 독일 시절 부수상 헤르만 괴링이 제2차 세계 대전에 승리하고 나면 아돌프 히틀러에게 바칠 목적으로 새로운 대십자 철십자 성장을 만들 것을 지시했다. 그러나 1945년 5월 독일이 패망하면서 이 1939년형 대십자 철십자 성장은 만들어놓기만 하고 아무도 받지 못하게 되었다. 이후 미국 육군이 유일한 시제품을 노획하여 현재 뉴욕주 웨스트포인트의 미국 육군사관학교 박물관에 소장 중이다.

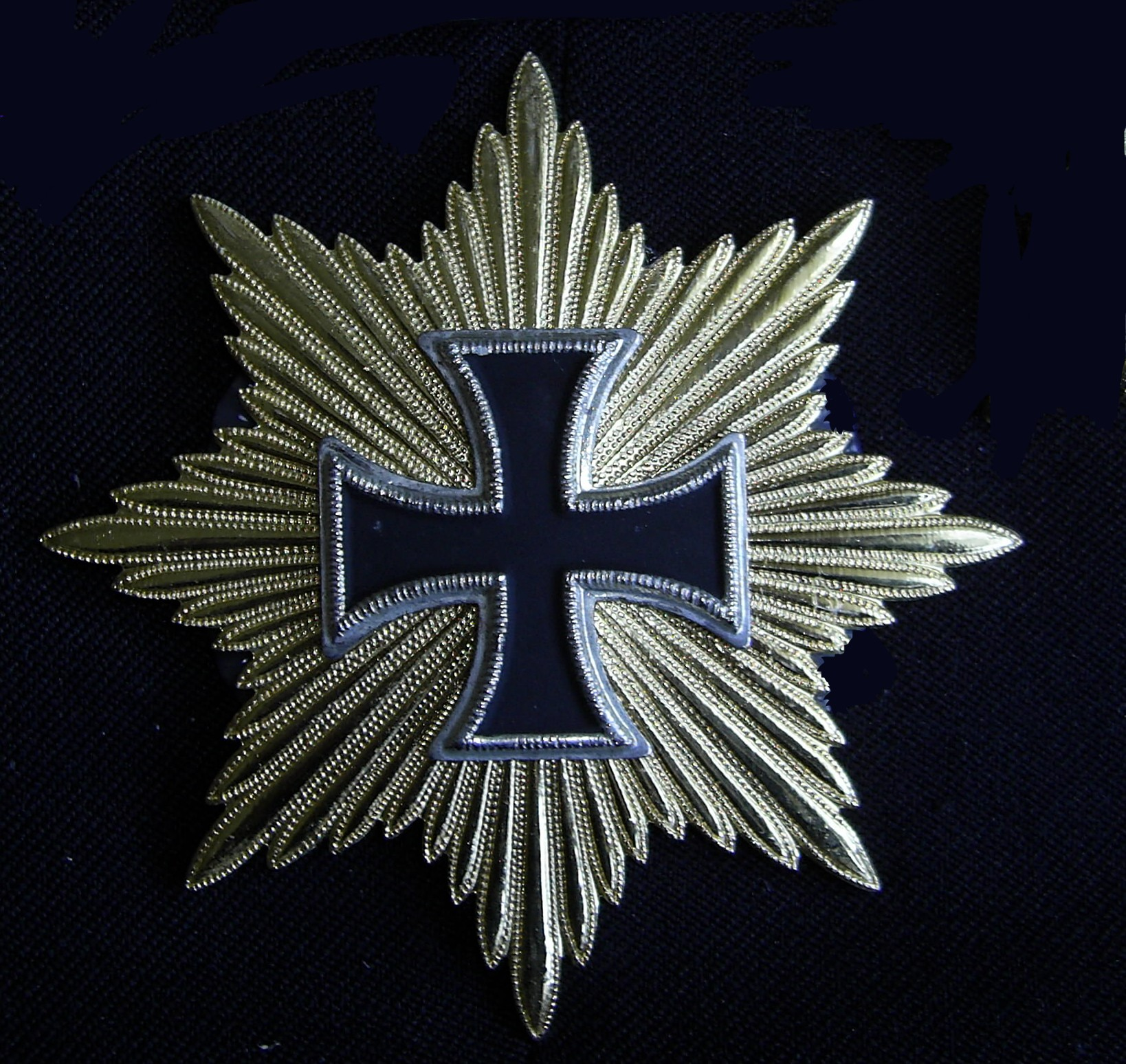
1813년형 대십자 철십자 성장
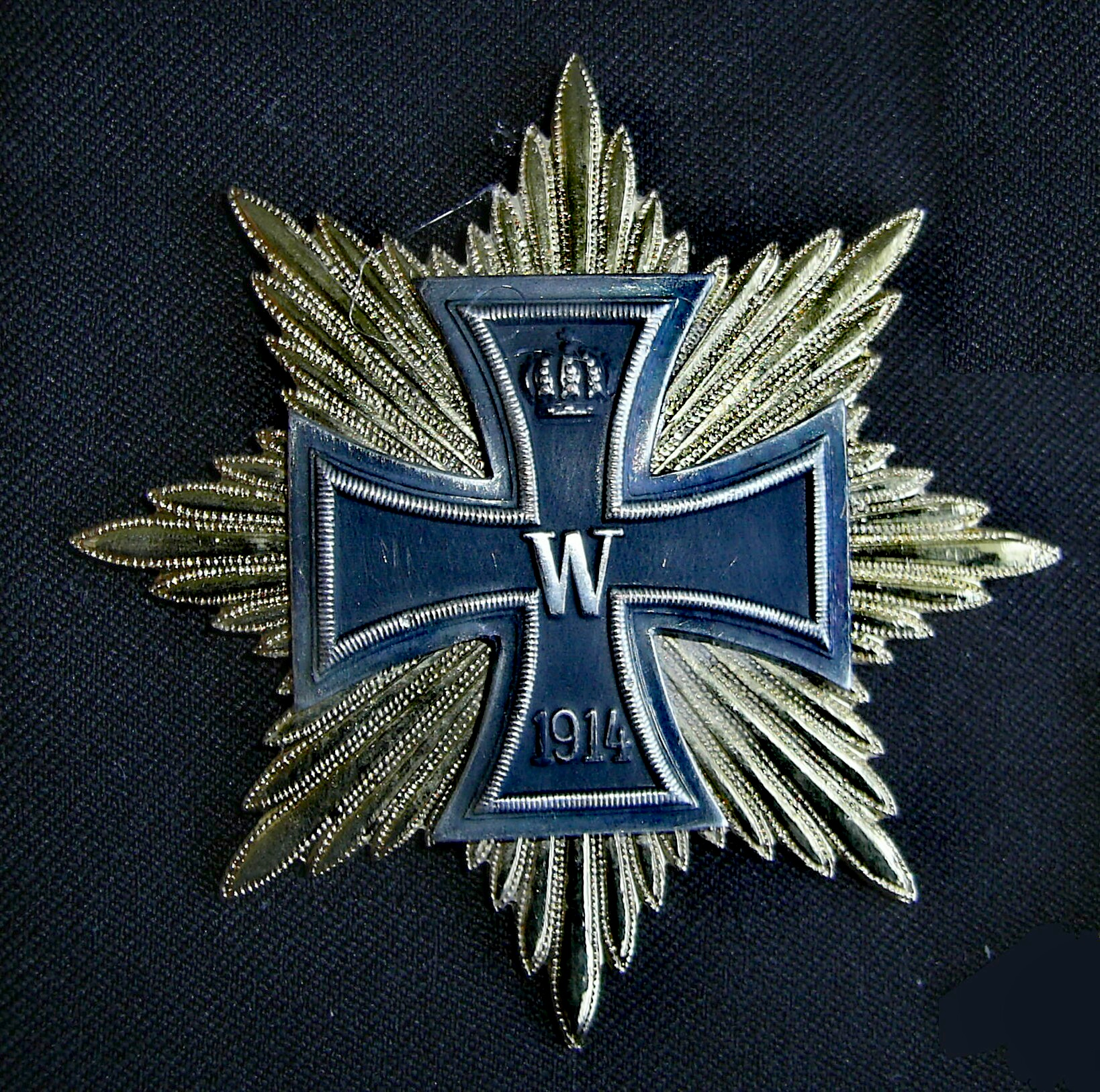
1914년형 대십자 철십자 성장
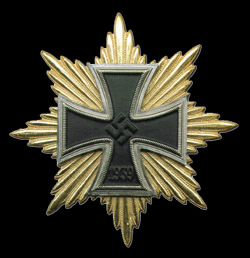
1939년형 대십자 철십자 성장

## 같이 보기
- 철십자
- 대십자 철십자장

## 참고 자료
- Price, Judith (2011). Lest We Forget: Masterpieces of Patriotic Jewelry and Military Decorations. Lanham: Taylor Trade Pub. ISBN 9781589796867.
- Zabecki, David T., 편집. (2014). Germany at War: 400 Years of Military History. Santa Barbara: ABC-CLIO. ISBN 9781598849813.